# 905
Năm 905 là một năm trong lịch Julius.

## Sự kiện
- Berengar của Friuli kế vị Louis mù làm vua của Ý
- Naum của Preslav thành lập một tu viện tại hồ Ohrid
- Sancho I kế vị Fortun I làm Vua của Pamplona và tạo lập ra một vương quốc Basque vương quốc có trung tâm tại Navarre.
- Thời kỳ tự chủ Việt Nam

## Mất
- Độc Cô Tổn